# Ščuke
Ščuke (znanstveno ime Esocidae) so družina rib, ki avtohtono naseljujejo jezera in počasi tekoče vodotoke zmernega pasu Evrope, Azije in Severne Amerike. Ta družina ima samo en rod, Esox s petimi vrstami. 
Ščuke so plenilke, ki se hranijo večinoma z ribami, pa tudi z žabami in manjšimi sesalci. Vse vrste so zelenkasto rjave barve z različnimi vzorci, veliko glavo z velikimi usti, podobnimi račjemu kljunu. V ustih imajo veliko ostrih zob, ki so posejani tudi po ustnem nebu. Drstijo se zgodaj spomladi v plitvinah, ikre pa lepijo na vodno rastlinje. V zadnjem času to družino na veliko gojijo v ribogojnicah zaradi izjemne priljubljenosti v športnem ribolovu.